# Trkmanec-Rybníčky
Trkmanec-Rybníčky je přírodní památka poblíž obce Rakvice v okrese Břeclav. Důvodem ochrany jsou zamokřené terénní sníženiny s výskytem slanomilných rostlinných společenstev s populacemi zvláště chráněných druhů rostlin a živočichů.